# Борислав Вучевић
Борислав Вучевић (Бар, 29. август 1958) је бивши југословенски и црногорски кошаркаш. Играо је на позицији крила. Његов син је црногорски репрезентативац и НБА играч Никола Вучевић.

## Клупска каријера
Боро је касно почео тренирати кошарку, тек у 17 години. Сениорски деби је имао у екипи Младости из Бара. Године 1978. одлази у сарајевску Босну. Био је члан генерације Босне која је освојила Куп европских шампиона 1979. године.
Након одласка из Босне играо је у Швајцарској и Белгији а каријеру је завршио 2002. године у Лијежу са 44. године.

## Репрезентација
Са репрезентацијом Југославије играо је на Европском првенству 1985. године у Западној Немачкој.